# Phil Heath (motociclista)
Phil Heath (Leicester, 18 de enero de 1915 – Ibstock, 23 de diciembre de 1998) fue un piloto británico, que compitió en el Campeonato del Mundo de Motociclismo, desde 1949 hasta 1955.

## Resultados
| Posición | 1 | 2 | 3 | 4 | 5 | 6 |
| Pts.     | 8 | 6 | 4 | 3 | 2 | 1 |

(carreras en cursiva indica vuelta rápida)
| Año  | Clase | Moto        | 1       | 2       | 3     | 4       | 5       | 6       | 7       | 8       | 9       | Pts. | Pos. |
| ---- | ----- | ----------- | ------- | ------- | ----- | ------- | ------- | ------- | ------- | ------- | ------- | ---- | ---- |
| 1949 | 350cc | AJS         | IOM 37  | SUI -   | NED - | BEL -   | ULS -   |         |         |         |         | 0    | –    |
| 1949 | 500cc | AJS         | IOM 11  | SUI -   | NED - | BEL Ret | ULS -   | NAT -   |         |         |         | 0    | –    |
| 1950 | 350cc | Norton      | IOM Ret | BEL 27  | NED - | SUI 15  | ULS -   | NAT -   |         |         |         | 0    | –    |
| 1950 | 500cc | Norton      | IOM 34  | BEL 13  | NED 7 | SUI 18  | ULS 8   | NAT -   |         |         |         | 0    | –    |
| 1951 | 500cc | Vincent-HRD | ESP -   | SUI -   | IOM - | BEL -   | NED Ret | FRA -   | ULS -   | NAT -   |         | 0    | –    |
| 1952 | 350cc | AJS         | SUI -   | IOM 17  | NED - | BEL Ret | RFA -   | ULS -   | NAT -   |         |         | 0    | –    |
| 1952 | 500cc | Norton      | SUI -   | IOM Ret | NED - | BEL Ret | RFA Ret | ULS -   | NAT Ret | ESP Ret |         | 0    | –    |
| 1953 | 500cc | Matchless   | IOM -   | NED -   | BEL - |         | FRA -   | ULS -   | SUI -   | NAT -   | ESP Ret | 0    | –    |
| 1954 | 350cc | AJS         | FRA -   | IOM Ret | ULS - | BEL 15  | NED -   | RFA -   | SUI 14  | NAT Ret |         | 0    | –    |
| 1954 | 500cc | Norton      | FRA -   | IOM Ret |       | BEL 11  | NED Ret | RFA Ret | SUI Ret | NAT -   | ESP Ret | 0    | –    |
| 1955 | 350cc | AJS         |         | FRA -   | IOM - | RFA -   | BEL -   | NED Ret | ULS -   | NAT -   |         | 0    | –    |
| 1955 | 500cc | Norton      | ESP -   | FRA -   | IOM - | RFA 14  | BEL 13  | NED 10  | ULS Ret | NAT -   |         | 0    | –    |